# Барджиль
Барджиль (Барсбек) (? — 731) — хазарский принц и военачальник. Сын правящего кагана. Несколько раз возглавлял хазарскую армию в войнах с арабами, в том числе во время самого масштабного вторжения хазар в Закавказье в 730/731 году.

## Биография
Впервые упоминается в источниках в 722 году. Он встретил проникшую в Хазарию арабскую армию под командованием аль-Джарраха аль-Хаками и несмотря на численное преимущество (40 тыс. хазар против 25 тыс. арабов), потерпел поражение в битве на реке ар-Ран к северу от Дербента.
В 726/727 году по приказу отца вторгся в Азербайджан (историческую область южнее реки Аракс) и осадил город Варсан на берегу Аракса. При осаде использовались катапульты. Продвижение хазар было успешным, и они вышли за Аракс. Наместник Армении и Азербайджана, Маслама ибн Малик, в это время был занят наступлением на Византию в Кайсери. Против хазар выступил его заместитель — ал-Харис ибн 'Амр. Он нанёс хазарам поражение в двух битвах: сначала отогнал за Аракс, а затем вытеснил из Азербайджана. Прибывший ему на смену Маслама в 727/728 году совершил ответный поход в Хазарию, подробностей которого источники не приводят. По другим данным, он разделил свою армию на небольшие отряды и распустил их по Азербайджану, вероятно, для очистки от остатков противника. В следующем году боевые действия переместились на хазарскую территорию и об участии Барджиля в них не упоминается. В этой кампании, известной как «поход в грязи» из-за непрерывно идущих дождей, с арабами в течение месяца сражался сам каган. В 730 году каган скончался. Об этом известно из сообщения современника событий — армянского автора Гевонда. Согласно тому же источнику, в течение года хазарами правила мать умершего кагана — Парсбит. Очевидно, она была регентшей при несовершеннолетнем наследнике, а Барджиль престол не получил. По её приказу он предпринял очередной поход на Закавказье.
Во главе огромного войска, которое было набрано из всех подвластных хазарам народов и насчитывало 300 тыс. человек, Барджиль прошёл через Дарьяльское ущелье и вторгся во владения Халифата. Информацию о дислокации арабов ему сообщил грузинский князь. 8 декабря 730 года в ходе двухдневного сражения в местечке Барджаван возле города Ардебиля (на территории совр. Северо-Западного Ирана) 25-тысячная арабская армия была наголову разбита, а её командир, наместник Азербайджана и Армении Джаррах ал-Хаками, убит. Барджиль отрезал ему голову и взял её с собой в качестве трофея. После недолгой осады хазары взяли Ардебиль, перебив мужчин и угнав в плен женщин и детей. Затем хазарские войска рассеялись по всему Азербайджану для грабежа, а отдельные конные отряды прошли ещё дальше, достигнув Мосула и Диярбакыра. Это был самый крупный успех хазар, однако он не привёл к каким-либо существенным переменам в расстановке сил.
Халиф назначил новым наместником опытного полководца Са’ида ал-Хараши, и тот немедленно приступил к ответным действиям, выбрав тактику разгрома рассеянных хазарских отрядов поодиночке. Освободив город Хилат (у озера Ван на востоке совр. Турции) и несколько мелких крепостей, он прибыл в Бердаа, откуда стремительным броском уничтожил крупный хазарский лагерь у Байлакана и вынудил Барджиля снять осаду с Варсана. Затем занял Ардебиль и уничтожил ещё два хазарских отряда, освободив множество пленных, среди которых были семья и гарем Джарраха. Первый бой между ним и Барджилем произошёл в битве при Барзанде. Сначала хазарам удалось потеснить противника и прижать его к горе, но затем арабы, вдохновлённые призывом своего командующего, пошли в контратаку и обратили хазар в бегство. Генеральное сражение (190 тыс. хазар против 50 тыс. арабов) состоялось в Муганской степи. Опознав хазарского принца по золотой короне и балдахину с головой Джарраха на вершине, Саид лично пробился к нему и ударом сбросил с коня. По данным Й’акуби, Барджиль погиб и его отрезанную голову послали халифу. Однако другие авторы сообщают, что подоспевшим хазарам удалось его спасти. Обе стороны понесли большие потери, много людей утонуло в находившейся поблизости реке Мукан. Арабам досталась вся захваченная хазарами добыча. Она была настолько огромной, что за вычетом 1/5 части халифу каждый воин получил по 1800 динаров, не считая вещей и скота. Хазары отступили за Дербент.
Арабская армия расположилась лагерем в Ширване. Прибывший туда в конце декабря — начале января Маслама, сменивший Са’ида по приказу халифа, хазар уже не застал. Он продолжил движение в хазарские владения: осадил и взял город Хайзан, беспрепятственно вошёл в Дербент, Беленджер, Вабандар и Семендер, — все были оставлены хазарами. Здесь его встретил новый каган. По данным Табари и Ибн ал-Асира, вскоре после взятия Беленджера в одном из сражений с Масламой Барджиль был убит.

## Варианты имени
В русскоязычной историографии традиционным стало чтение «Барджиль», предложенное Б. А. Дорном в 1844 году. В арабо-персидских источниках имя принца приводится в разнообразных искажённых вариантах, различающихся даже в пределах одного произведения: Барджиль, Барджик, Бардженк (Бал’ами), Нарстик, Барсбик (ал-Куфи), Мартик (Халифа ибн Хаййат), в более поздних памятниках Пашенк (Дербенд-наме), Фетх (Мирхонд). Предполагается, что наиболее близкой к оригинальному тюркскому звучанию является форма ал-Куфи, которая может быть восстановлена как Барсбек. Это имя зафиксировано в древнетюркских надписях, другим известным его носителем был основатель Кыргызского каганата. Барыс в тюркских языках означает «барс», «леопард», бек — распространённый титул со значением «владетель», «князь».
«Сын кагана» упоминается без имени у арабских авторов: Табари, ал-Йакуби и ал-Белазури, а также в связи с Ардебильским походом у византийского хрониста Феофана и армянского автора Мовсеса Каланкатваци.

## Отождествление с другими лицами
В некоторых источниках фигурируют другие хазарские военачальники, принимавшие участие в Ардебильском походе. Среди историков нет согласия относительно их отождествления с Барджилем. У Гевонда руководителем похода вступает полководец Тармач. Возможно, это название должности, а не личное имя. Существует точка зрения о тождественности Барджиля и Парсбит, так как их имена явно созвучны (А. Н. Курат, П. Голден). В Еврейско-хазарской переписке поход связывается с Буланом, который к династии каганов не принадлежал. Некоторые исследователи относят к событиям похода недатированное известие грузинской летописи о полководце Блучане, воевавшем в Восточной Грузии. В классической работе М. И. Артамонова принимается версия Гевонда о династической ситуации в каганате, а Барджиль, Булан и Блучан считаются разными людьми. Современный исследователь И. Г. Семёнов, написавший специальную статью по биографии Барджиля, склоняется к тому же выводу, аргументируя его тем, что пути, по которым эти трое полководцев вошли и вышли из Закавказья, описаны различно.
| Источник                     | Статус/имя                             | Дорога вторжения | Дорога отступления | Инициатор похода    |
| ---------------------------- | -------------------------------------- | ---------------- | ------------------ | ------------------- |
| Арабские источники           | сын кагана Барджиль                    | Дарьял           | Дербент            | каган-отец          |
| Гевонд                       | мать кагана Парсбит, полководец Тармач | Дербент          | неизвестно         | мать кагана Парсбит |
| Еврейско-хазарская переписка | «царь» Булан                           | Дарьял           | неизвестно         | собственное решение |
| Летопись Картли              | полководец Блучан                      | Лекетская дорога | Дарьял             | каган               |

Из интересных трактовок в историографии можно отметить идею З. М. Буниятова, что Барджиль погиб в Закавказье, а Масламой был убит уже второй «сын кагана» (в рассказе об убийстве его имя не названо).